# 632 هـ
632 هـ هي سنة في التقويم الهجري امتدت مقابلةً في التقويم الميلادي بين سنتي 1234 و1235.

## مواليد
- أبو بكر بن عبد الحكم
- جمال الدين الوطواط

## وفيات
- أبو الفتح الواسطي
- بهاء الدين بن شداد
- شهاب الدين عمر السهروردي
- ابن الفارض

- 10 رجب - عمر بن محمد الفرغاني - خطاط وشاعر وأديب وفقيه بغدادي.